# Полуденка (притока Березовки)
Полу́денка (рос. Полуденка) — річка в Краснокамському районі Башкортостану, Росія, ліва притока Березовки.
Річка починається на південний схід від села Можари. Протікає на північний захід до села Івановка. Далі через село Новоуразаєво протікає на північний схід. Потім знову повертає на північний захід до села Староуразаєво, після якого тече на північ. Впадає до Березовки на західній околиці міста Нефтекамськ. Верхня ділянка від села Арлан до Івановки повністю пересихає. Нижня течія заболочена, протікає через лісові масиви.
На річці розташовані села Можари, Арлан, Новоуразаєво, Староуразаєво. В селі Новоуразаєво створено став, в селах Можари, Арлан та Староуразаєво збудовано автомобільні мости.